# 曼寧敦 (喬治亞州)
曼寧敦（英語：Manningtown）是位於美國喬治亞州韋恩縣的一個非建制地區。該地的面積和人口皆未知。

## 地理
曼寧敦的座標為31°24′48″N 81°51′30″W / 31.41333°N 81.85833°W，而該地的平均海拔高度為18米（即59英尺）。